# Nimue
Nimue ist eine bedeutende Gestalt der walisischen und bretonischen Sagenwelt, insbesondere der Artussage. Sie taucht unter verschiedenen Namen auf, darunter Viviane, Elaine, Niniane, Nivian, Nyneve, Nimueh oder auch Herrin vom See, Dame vom See, Hüterin der Quelle, Königin des Wassers oder Dame vom Brunnen. Nimue ist die Hüterin des Sees, aus welchem Artus das Schwert Excalibur erhielt. Sie gilt als Ziehmutter Lancelots und auch als Lehrerin oder Geliebte des Zauberers Merlin.

## Ursprünge
Die Herrin vom See ist eine nicht eindeutig bestimmbare Gestalt, die in verschiedenen Formen in der Artussage in Erscheinung tritt. Gelehrte sehen ihre Ursprünge in einer Verschmelzung von vorchristlichen Traditionen aus gallischen, griechischen, römischen und insbesondere keltischen Mythen von Wales. Das Motiv des Wassers, des Sees oder der Quelle wird häufig mit mythischen, weiblichen Urformen in Verbindung gebracht. Es wird angemerkt, dass der Name „Viviane“ möglicherweise von der römischen Göttin des Waldes und des Wassers übernommen wurde. Weiterhin erscheint möglich, dass die „Herrin vom See“ und Morgan le Fay derselben Quelle oder Tradition entspringen. Das erste Mal wird Avalon, eine magische Insel in besagtem See, die oft mit der Herrin vom See und Morgan le Fay in Verbindung gebracht wird, in Geoffrey of Monmouths Historia Regum Britanniae erwähnt; Geoffrey sagt aus, dass auf Avalon das Schwert Excalibur geschmiedet und Artus nach seinem Kampf mit Mordred geheilt wurde.

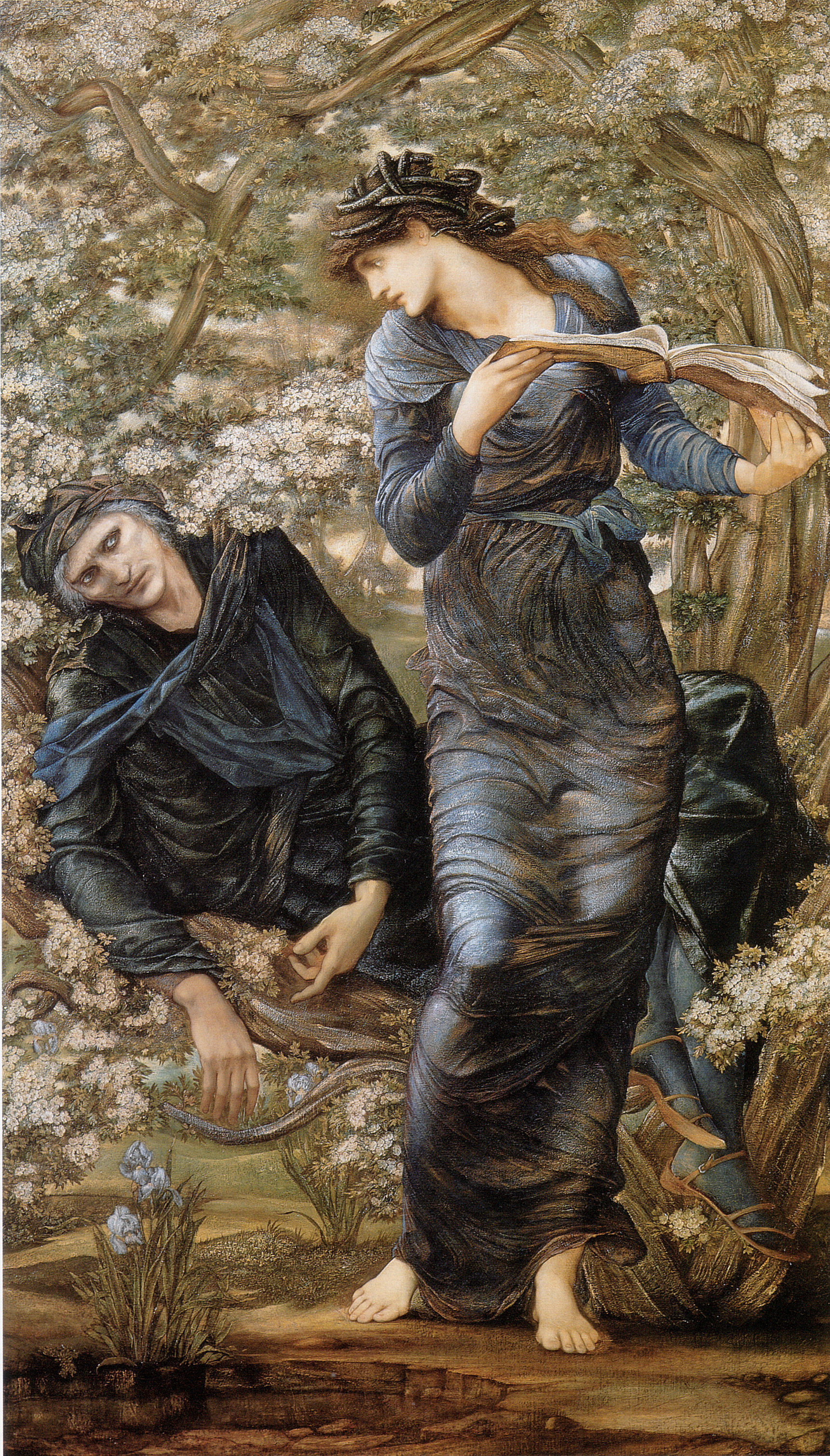
Edward Burne-Jones: Die Verführung Merlins durch Nimue. Gemälde aus dem Jahr 1874

Beim ersten Mal tritt Nimue nicht in Form eines Wassergeistes oder einer magischen Gestalt, sondern als sterbliche Frau auf. In der Suite Du Merlin erscheint sie als „Nivaine die Jägerin“. Sie ist hier eine 15-jährige, wilde und listige Persönlichkeit, die in der Erzählung oft mit Diana, der römischen Göttin der Jagd, verglichen wird. In der Geschichte ist Merlin in Nivaine verliebt und erbaut ihr am See der Diana ein Haus, das für jeden, der nicht in diesem lebt, unsichtbar ist. Merlin erzählt Nivaine, wie die Göttin Diana ihren Geliebten Faunus tötete. Diese Erzählung lässt Merlins eigenes Ende durch Nivaine vorausahnen. 
Die Herrin vom See wird in anderen Geschichten, wie Chrétien de Troyes’ Le Chevalier de la charrette, in eher vertrauter und mystischer Art erwähnt. In der Geschichte von Lancelot wird sie als Fee des Wassers beschrieben, die ihn großzieht und ihm einen Ring zur Verteidigung gegen magische Kräfte gibt. Ihr Leben mit Lancelot wird in der deutschen Erzählung Lanzelet von Ulrich von Zatzikhoven beschrieben und in der Sage der Gralssuche von Lancelot weiter ausgeführt. Die Herrin vom See zieht hier Lancelot auf, nachdem dessen Vater Ban getötet wurde. Es wird angenommen, dass diese drei Werke einer verlorenen Überlieferung entspringen, die am besten in Ulrichs Version enthalten ist.
Die Herrin vom See weist Ähnlichkeiten mit der Nereide Thetis aus der griechischen Mythologie auf. Wie die Herrin vom See ist Thetis ein Wassergeist, die den größten Krieger ihrer Zeit, Achilles, aufzieht. Thetis’ Mann ist Peleus, während die Herrin vom See in manchen Erzählungen den Ritter Pelleas als Geliebten hat. Thetis nutzt Magie, um ihren Sohn unverwundbar zu machen, und gibt ihm einen von Hephaistos geschmiedeten Schild und Panzer. Lancelot erhält einen Ring, der ihn vor Magie schützt, und übergibt das magische Schwert Excalibur an König Artus. Der griechische Mythos hat daher möglicherweise die Artussage mit inspiriert oder beeinflusst. Das Ilias-Epos, in dem Thetis vorkommt, war sowohl im Römischen Reich bekannt, zu dem Großbritannien jahrhundertelang gehörte, als auch unter den mittelalterlichen Gelehrten weitverbreitet, die die keltischen Mythen und Überlieferungen niederschrieben.
Die Erscheinung der Herrin vom See als Geist des Wassers findet sich auch in der Gestalt der Melusine wieder.